# Logron
Logron est une commune française située dans le département d'Eure-et-Loir en région Centre-Val de Loire.

## Géographie

### Situation

Situation géographique
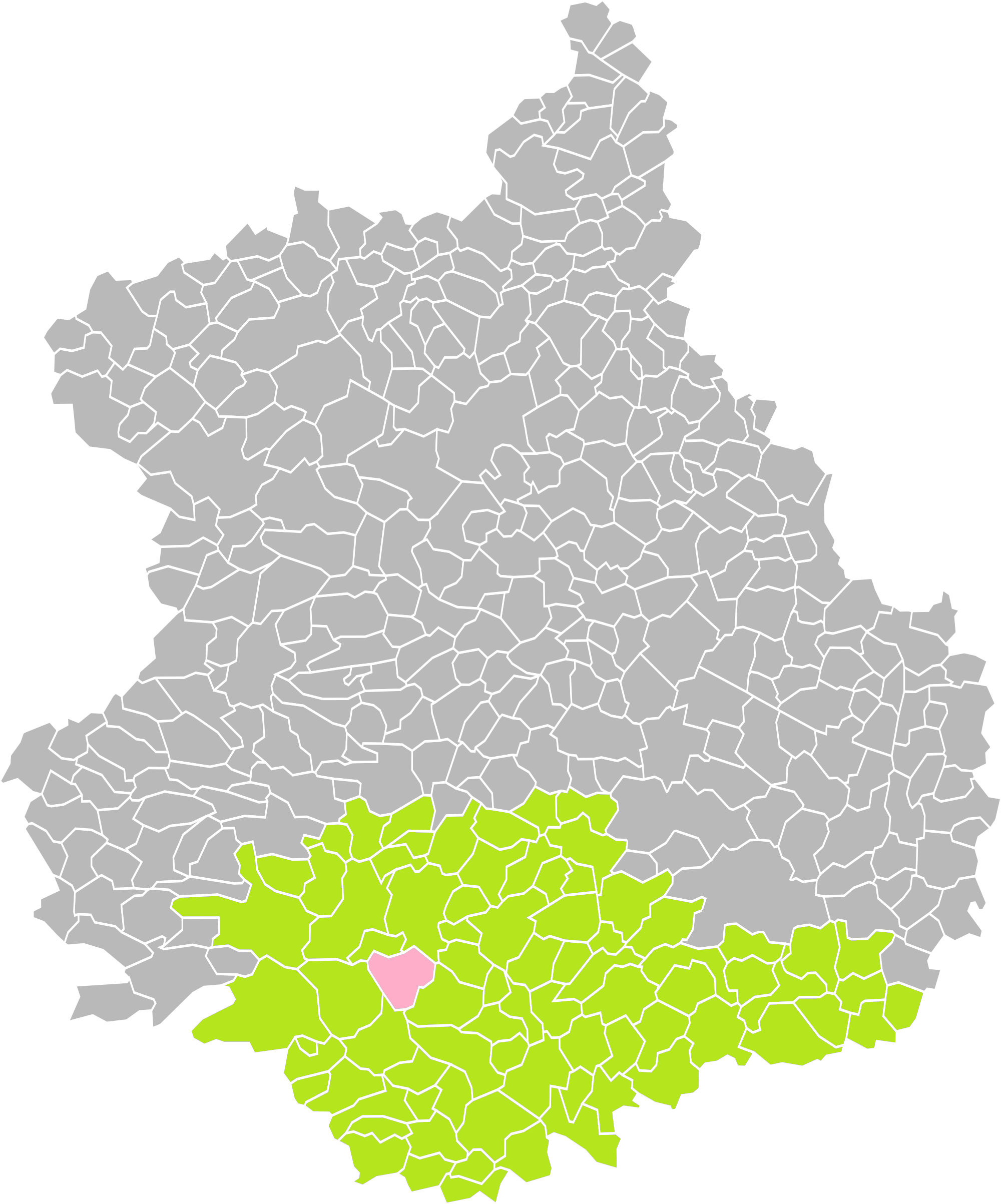
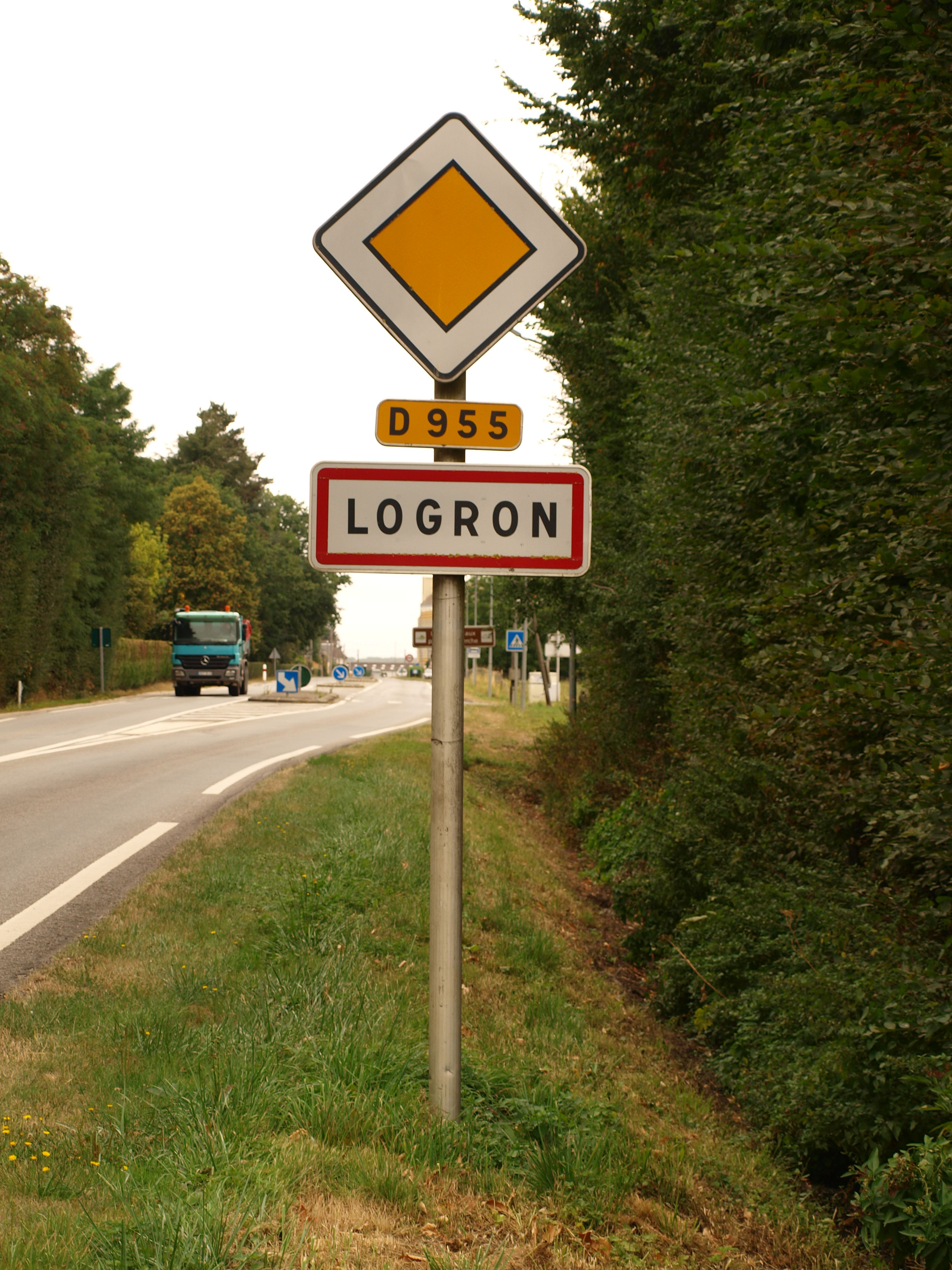
Entrée du village par la D 955.
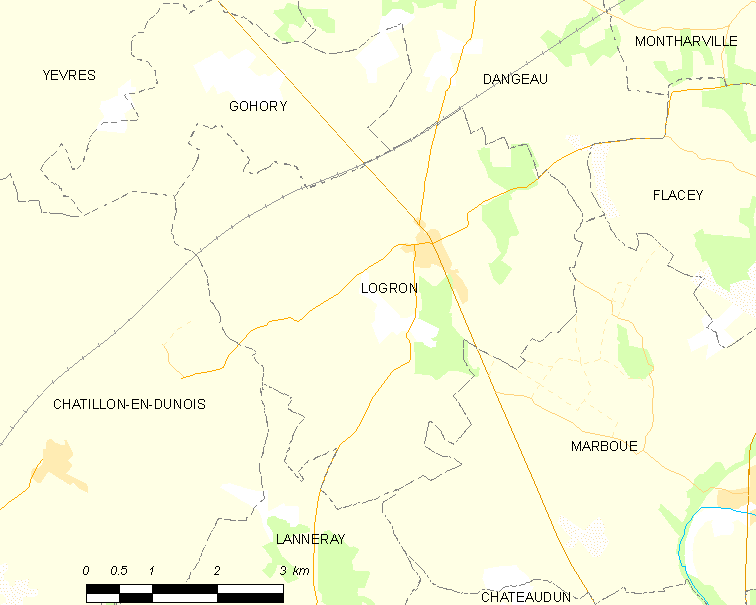
Carte de la commune de Logron.

### Communes limitrophes
| Gohory, Yèvres      | Dangeau  | Montharville |
| Châtillon-en-Dunois | Logron   | Flacey       |
|                     | Lanneray | Marboué      |

### Climat
Pour des articles plus généraux, voir Climat du Centre-Val de Loire et Climat d'Eure-et-Loir.
En 2010, le climat de la commune est de type climat océanique dégradé des plaines du Centre et du Nord, selon une étude du CNRS s'appuyant sur une série de données couvrant la période 1971-2000. En 2020, Météo-France publie une typologie des climats de la France métropolitaine dans laquelle la commune est exposée à un climat océanique altéré et est dans la région climatique  Moyenne vallée de la Loire, caractérisée par une bonne insolation (1 850 h/an) et un été peu pluvieux. 
Pour la période 1971-2000, la température annuelle moyenne est de 10,6 °C, avec une amplitude thermique annuelle de 14,9 °C. Le cumul annuel moyen de précipitations est de 660 mm, avec 10,8 jours de précipitations en janvier et 7,5 jours en juillet. Pour la période 1991-2020, la température moyenne annuelle observée sur la station météorologique de Météo-France la plus proche, « Châteaudun », sur la commune de Jallans à 11 km à vol d'oiseau, est de 11,5 °C et le cumul annuel moyen de précipitations est de 603,3 mm,. Pour l'avenir, les paramètres climatiques de la commune estimés pour 2050 selon différents scénarios d'émission de gaz à effet de serre sont consultables sur un site dédié publié par Météo-France en novembre 2022.

## Urbanisme

### Typologie
Au 1er janvier 2024, Logron est catégorisée commune rurale à habitat dispersé, selon la nouvelle grille communale de densité à 7 niveaux définie par l'Insee en 2022.
Elle est située hors unité urbaine. Par ailleurs la commune fait partie de l'aire d'attraction de Châteaudun, dont elle est une commune de la couronne,. Cette aire, qui regroupe 25 communes, est catégorisée dans les aires de moins de 50 000 habitants,.

### Occupation des sols
L'occupation des sols de la commune, telle qu'elle ressort de la base de données européenne d’occupation biophysique des sols Corine Land Cover (CLC), est marquée par l'importance des territoires agricoles (91,2 % en 2018), une proportion sensiblement équivalente à celle de 1990 (91,3 %). La répartition détaillée en 2018 est la suivante : 
terres arables (89,2 %), forêts (7 %), zones agricoles hétérogènes (2 %), zones urbanisées (1,9 %). L'évolution de l’occupation des sols de la commune et de ses infrastructures peut être observée sur les différentes représentations cartographiques du territoire : la carte de Cassini (XVIIIe siècle), la carte d'état-major (1820-1866) et les cartes ou photos aériennes de l'IGN pour la période actuelle (1950 à aujourd'hui).

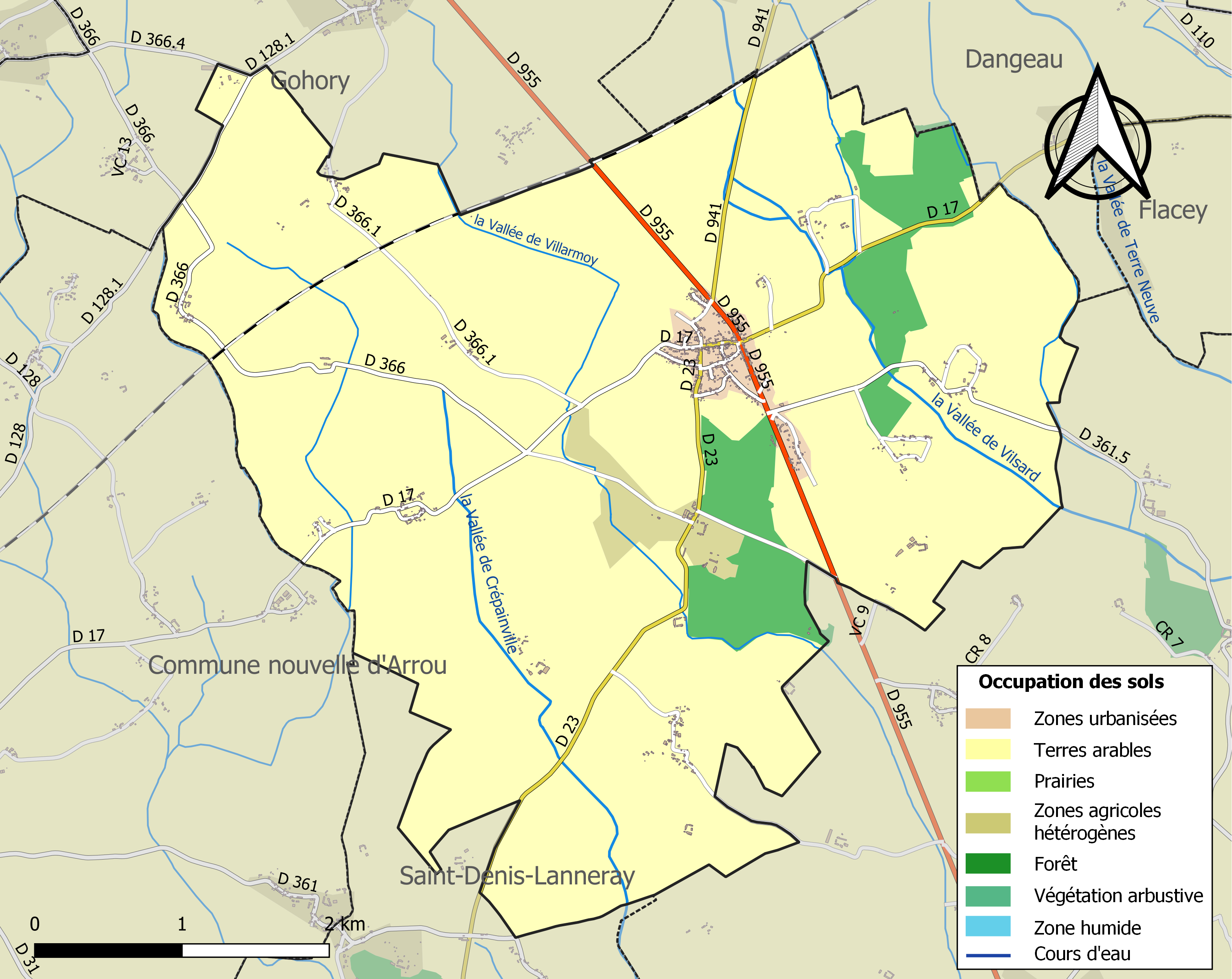
Carte des infrastructures et de l'occupation des sols de la commune en 2018 (CLC).

### Risques majeurs
Le territoire de la commune de Logron est vulnérable à différents aléas naturels : météorologiques (tempête, orage, neige, grand froid, canicule ou sécheresse), inondationset séisme (sismicité très faible). Il est également exposé à un risque technologique, le transport de matières dangereuses. Un site publié par le BRGM permet d'évaluer simplement et rapidement les risques d'un bien localisé soit par son adresse soit par le numéro de sa parcelle.

#### Risques naturels
Certaines parties du territoire communal sont susceptibles d’être affectées par le risque d’inondation par débordement de cours d'eau, notamment La commune a été reconnue en état de catastrophe naturelle au titre des dommages causés par les inondations et coulées de boue survenues en 1999 et 2021,.

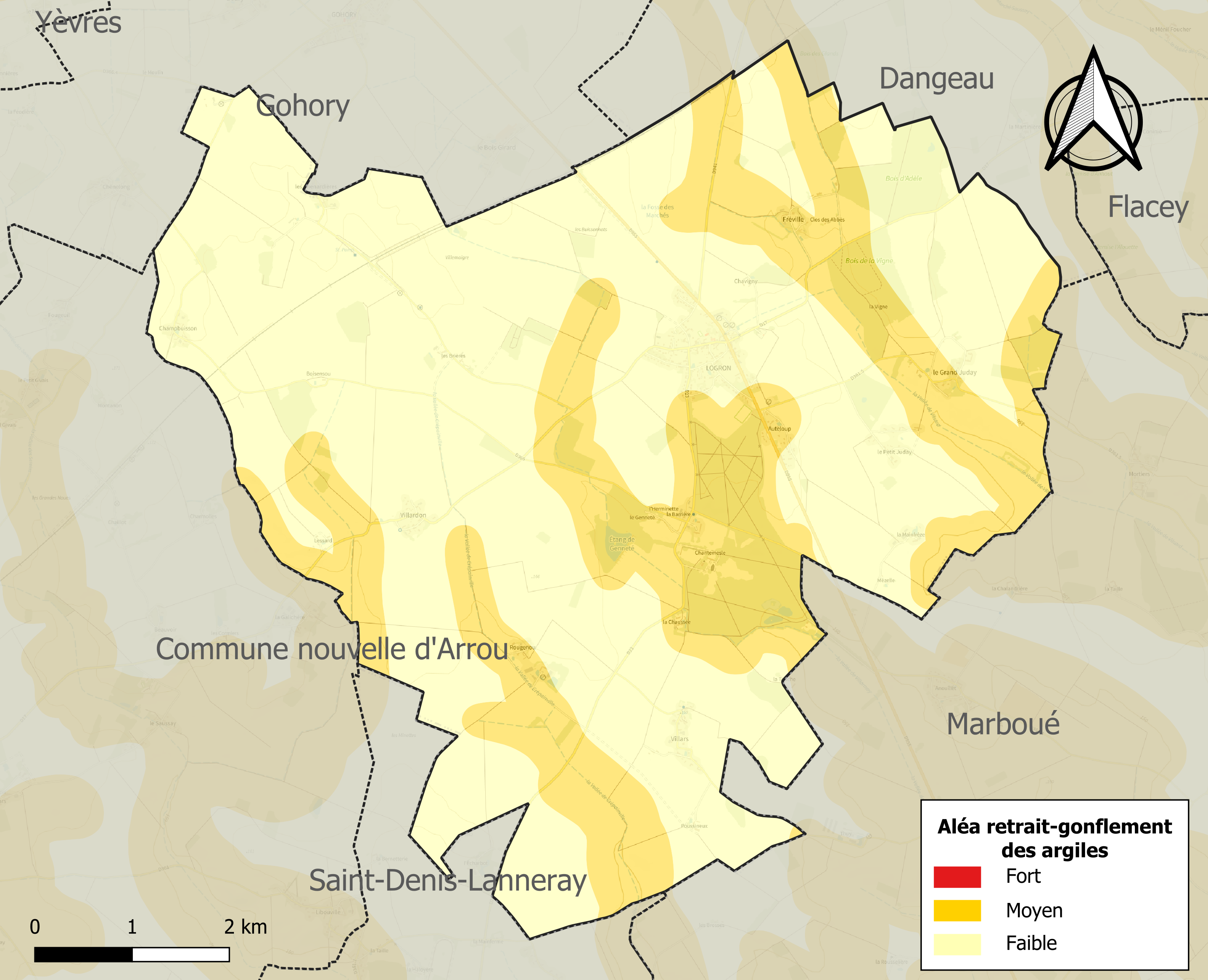
Carte des zones d'aléa retrait-gonflement des sols argileux de Logron.

Le retrait-gonflement des sols argileux est susceptible d'engendrer des dommages importants aux bâtiments en cas d’alternance de périodes de sécheresse et de pluie. 32 % de la superficie communale est en aléa moyen ou fort (52,8 % au niveau départemental et 48,5 % au niveau national). Sur les 294 bâtiments dénombrés sur la commune en 2019, 62 sont en aléa moyen ou fort, soit 21 %, à comparer aux 70 % au niveau départemental et 54 % au niveau national. Une cartographie de l'exposition du territoire national au retrait gonflement des sols argileux est disponible sur le site du BRGM,.
Concernant les mouvements de terrains, la commune a été reconnue en état de catastrophe naturelle au titre des dommages causés par des mouvements de terrain en 1999.

#### Risques technologiques
Le risque de transport de matières dangereuses sur la commune est lié à sa traversée par des infrastructures routières ou ferroviaires importantes ou la présence d'une canalisation de transport d'hydrocarbures. Un accident se produisant sur de telles infrastructures est en effet susceptible d’avoir des effets graves au bâti ou aux personnes jusqu’à 350 m, selon la nature du matériau transporté. Des dispositions d’urbanisme peuvent être préconisées en conséquence.

## Toponymie
Le nom de la localité est attesté sous les formes Ugreolium en 1120, Ugredium en 1198, Logrond en 1674.
Logron est sans doute la seule commune d'Eure-et-Loir dont le nom atteste le culte d'Orcus, l'ancêtre des Gaulois, leur dieu des morts. Il semble que Logron peut trouver son explication comme ancienne « Clairière d'Orcus ». Le mot français « ogre », apparu dès le Moyen Âge, est peut-être une métathèse du latin orcus, mais cette théorie étymologique n'est pas prouvée, bien que le terme français "ogre" se traduise  orco en italien. On découvre ainsi que dans la commune de Logron, un lieu-dit s'appelle la Gueule-d'enfer, expliquant le mot "ogre".

## Histoire

### Époque contemporaine

#### XIXesiècle
Le 6 mars 1828, une ordonnance royale partage le territoire et les hameaux de l'ancienne commune de Saint-Lubin-d'Isigny entre les communes de Marboué et Logron. Il ne reste aujourd'hui plus rien du village. Seule une grande rue de Logron rend hommage à la commune disparue, par une rue Saint-Lubin-d'Isigny.

#### XXesiècle
Entre le 29 janvier 1939 et le 8 février, plus de 2 000 réfugiés espagnols fuyant l'effondrement de la république espagnole devant les troupes de Franco, arrivent en Eure-et-Loir. Devant l'insuffisance des structures d'accueil (le camp de Lucé et la prison de Châteaudun rouverte pour l’occasion), 53 villages sont mis à contribution, dont Logron. Les réfugiés, essentiellement des femmes et des enfants (les hommes sont désarmés et retenus dans le sud de la France), sont soumis à une quarantaine stricte, vaccinés, le courrier est limité, le ravitaillement, s'il est peu varié et cuisiné à la française, est cependant assuré. Une partie des réfugiés rentrent en Espagne, incités par le gouvernement français qui facilite les conditions du retour, mais en décembre, 922 ont préféré rester et sont rassemblés à Dreux et Lucé.

## Politique et administration

### Liste des maires

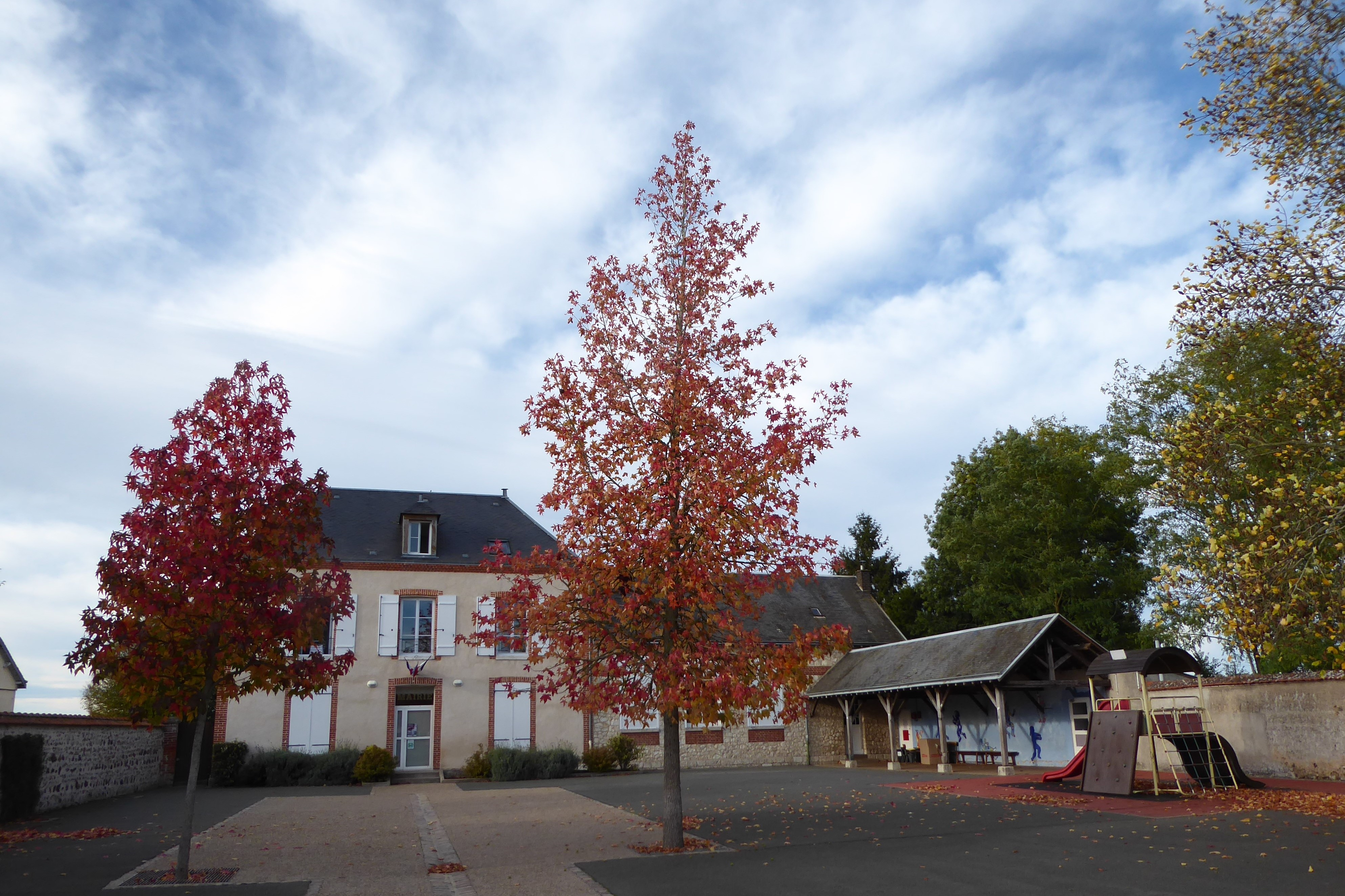
La mairie et ses érables rouges.

| Période                                  | Période      | Identité              | Étiquette | Qualité                      |
| ---------------------------------------- | ------------ | --------------------- | --------- | ---------------------------- |
| Les données manquantes sont à compléter. |              |                       |           |                              |
| mars 2000                                | mars 2001    | Francis Barbu         |           | cadre                        |
| mars 2001                                | juillet 2012 | Jean-Claude Rebondy   |           | agriculteur                  |
| juillet 2012                             | ?            | Marie-Laure Renvoizé  | SE        | fonctionnaire                |
| mars 2014                                | mai 2020     | Marie-Laure Renvoize  |           | Fonctionnaire de catégorie A |
| mai 2020                                 | En cours     | Marie-Laure Renvoizé, |           | Ancienne cadre               |

## Population et société

### Démographie
L'évolution du nombre d'habitants est connue à travers les recensements de la population effectués dans la commune depuis 1793. Pour les communes de moins de 10 000 habitants, une enquête de recensement portant sur toute la population est réalisée tous les cinq ans, les populations de référence des années intermédiaires étant quant à elles estimées par interpolation ou extrapolation. Pour la commune, le premier recensement exhaustif entrant dans le cadre du nouveau dispositif a été réalisé en 2004.

En 2022, la commune comptait 587 habitants, en évolution de −0,17 % par rapport à 2016 (Eure-et-Loir : −0,23 %, France hors Mayotte : +2,11 %).
| 1793 | 1800 | 1806 | 1821 | 1831 | 1836 | 1841 | 1846 | 1851 |
| ---- | ---- | ---- | ---- | ---- | ---- | ---- | ---- | ---- |
| 495  | 448  | 517  | 393  | 721  | 786  | 809  | 797  | 819  |

| 1856 | 1861 | 1866 | 1872 | 1876 | 1881 | 1886 | 1891 | 1896 |
| ---- | ---- | ---- | ---- | ---- | ---- | ---- | ---- | ---- |
| 800  | 785  | 758  | 713  | 757  | 711  | 735  | 724  | 743  |

| 1901 | 1906 | 1911 | 1921 | 1926 | 1931 | 1936 | 1946 | 1954 |
| ---- | ---- | ---- | ---- | ---- | ---- | ---- | ---- | ---- |
| 688  | 687  | 673  | 612  | 651  | 633  | 616  | 636  | 575  |

| 1962 | 1968 | 1975 | 1982 | 1990 | 1999 | 2004 | 2006 | 2009 |
| ---- | ---- | ---- | ---- | ---- | ---- | ---- | ---- | ---- |
| 518  | 470  | 420  | 491  | 499  | 502  | 506  | 502  | 555  |

| 2014 | 2019 | 2022 | - | - | - | - | - | - |
| ---- | ---- | ---- | - | - | - | - | - | - |
| 582  | 578  | 587  | - | - | - | - | - | - |

## Culture locale et patrimoine

### Lieux et monuments
- Château de Chantemesle,  Inscrit MH (1984)[32]
- Église Saint-Martin

Lieux et monuments
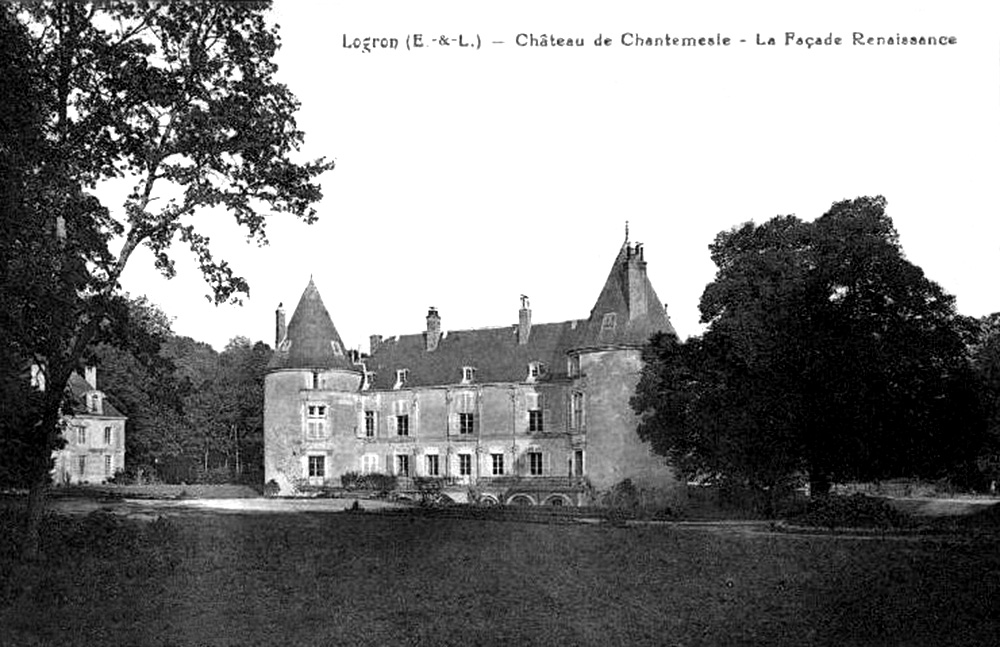
Château de Chantemesle.
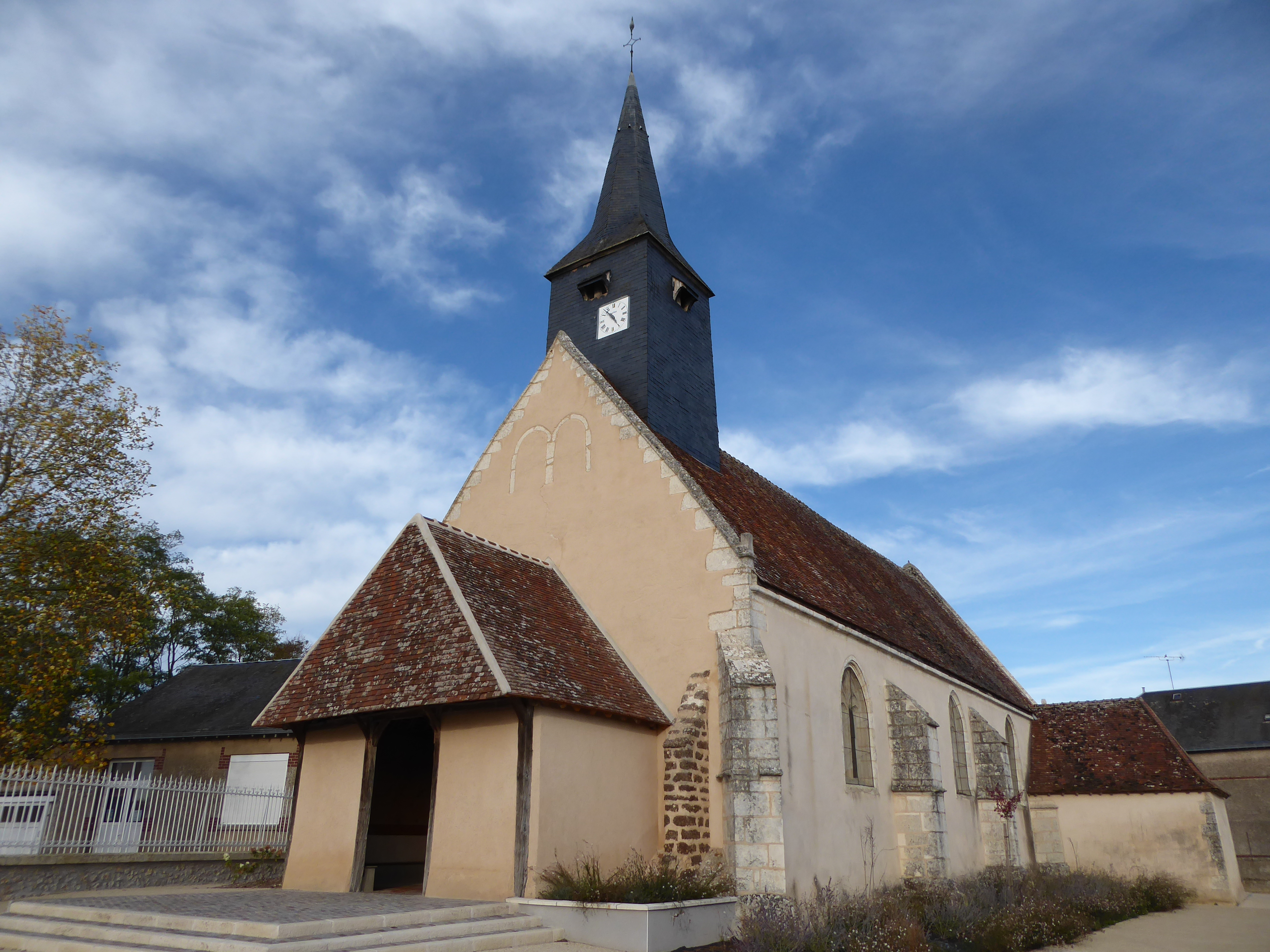
Façade ouest de l'église Saint-Martin.
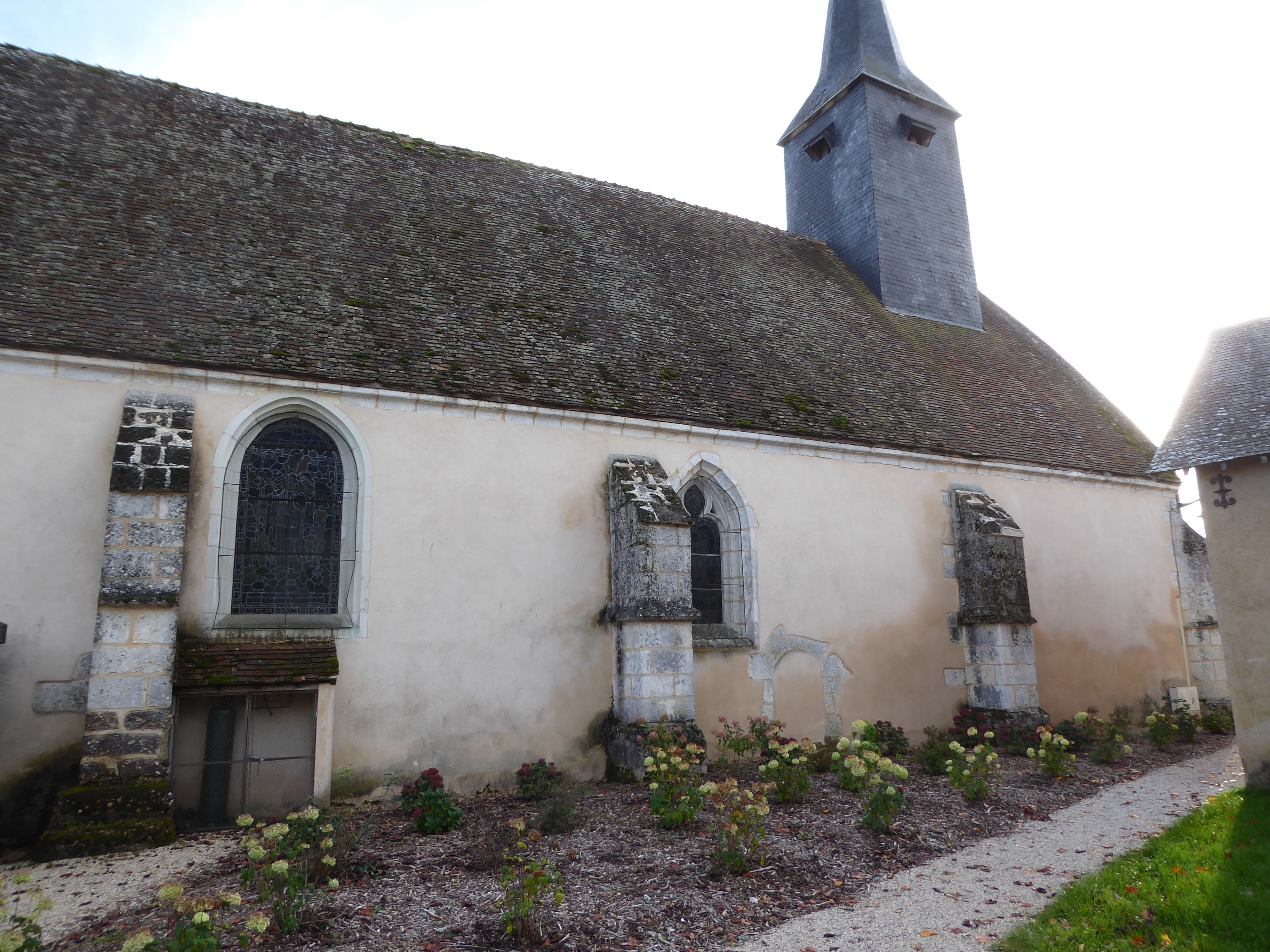
Mur nord de l'église.
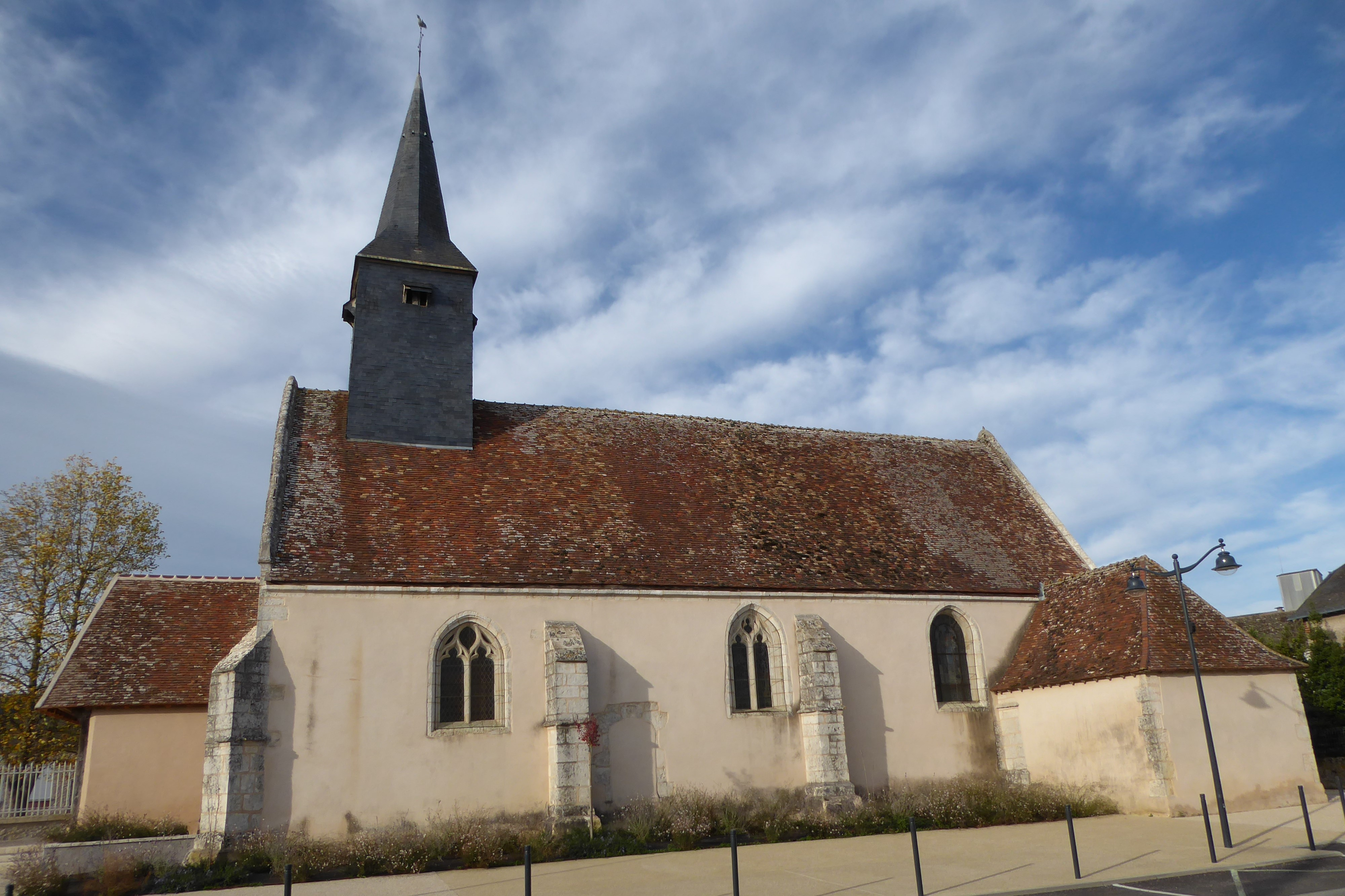
Mur sud.

### Héraldique
|  | Les armes de la commune se blasonnent ainsi : D'azur à deux épis de blé d'or les tiges passées en sautoir en pointe, celui en barre brochant sur celui en bande, surmontés d'une colombe en vol d'argent; à la filière d'argent. |